# Mårten Mickos

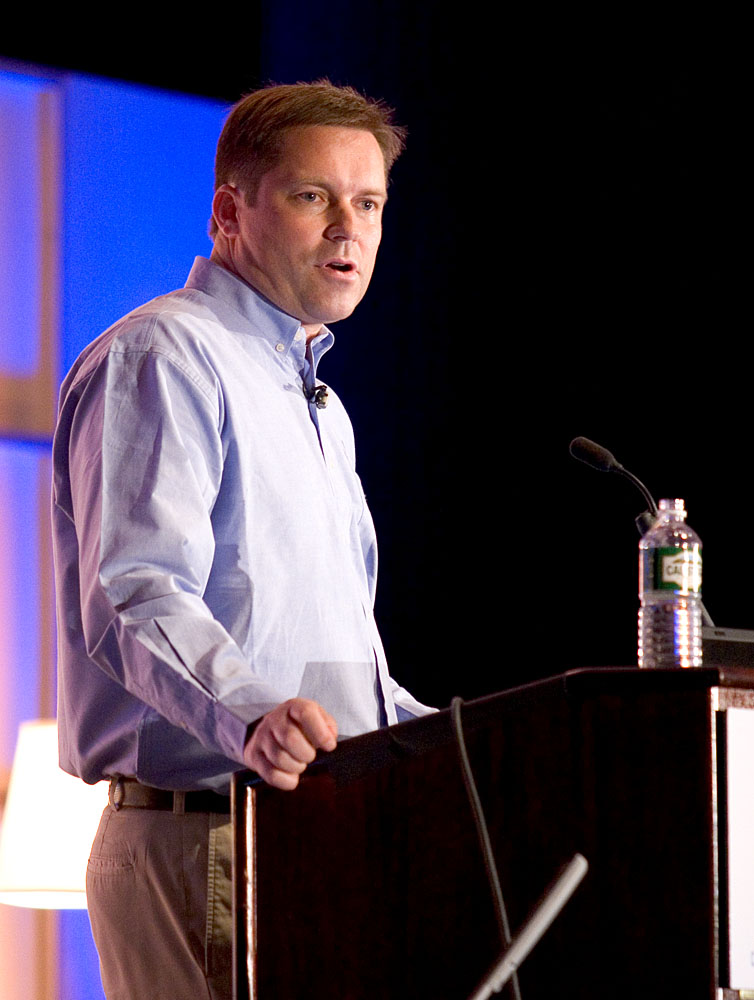
Mårten Mickos

Mårten Gustaf Mickos (* 6. November 1962 in Espoo, Finnland) war Senior Vice President von Sun Microsystems und leitete  dort bis 2009 die Sun Database Group. Zuvor war er, bis zur Übernahme durch Sun, die im Februar 2008 abgeschlossen wurde, Vorstandsvorsitzender (CEO) des schwedischen Unternehmens MySQL AB. Er bekleidete diesen Posten seit Januar 2001. Vor MySQL war Mårten Mickos CEO bei MatchON Sports.
Mickos besitzt einen Master-Abschluss in Ingenieurwissenschaften der Technischen Universität Helsinki in Finnland.